# Serge Doubrovsky
Julien Serge Doubrovsky (Parigi, 22 maggio 1928 – Boulogne-Billancourt, 23 marzo 2017) è stato uno scrittore, critico letterario e docente francese, autore di opere pseudo-autobiografiche e vincitore del Prix Médicis con Le Livre brisé (1989).

## Biografia
Figlio di Israël, sarto, e di Mme Doubrovsky, nata Weitzmann, segretaria, riesce a sfuggire nel 1943 alla deportazione nazista grazie a un gendarme di Le Vésinet che lo nasconde, quindi si rifugia fuori Parigi, presso la zia. Dopo la seconda guerra mondiale e la liberazione, studia all'École normale supérieure e prende l'"agrégation" in inglese, per poi essere nominato cavaliere dell'Ordine delle Palme Accademiche e insegnare letteratura francese in diverse università statunitensi, tra le quali l'Università di New York, l'Università di Harvard, lo Smith College e la Brandeis University.
Nel 1977, pubblica Fils, che definisce di "autofiction", termine da lui creato per raccontare la propria vita come avventura del linguaggio.
Nel 1989 vince il Prix Médicis per Le Livre brisé, quindi altri premi come il Prix de l'écrit intime per Laissé pour conte (1999) e il Grand prix de littérature de la SGDL per Un homme de passage (2011).
Nel 1997, una polemica lo oppone al cugino Marc Weitzmann, che pubblica il romanzo Chaos con Doubrovsky dipinto tra i personaggi.
Nel dicembre 2000, diviene commendatore dell'Ordre des arts et des lettres. Nel 2012 gli viene assegnata la Medal of Honor of the Center for French Civilization and Culture dall'Università di New York.

## Opere

### Romanzi
- Le Jour S, Mercure de France, 1963.
- La Dispersion, Mercure de France, 1969.
- Fils, Galilée, 1977.
- Un amour de soi, Hachette, 1982.
- La Vie l'Instant, Balland, 1984.
- Le Livre brisé, Grasset, 1989.
- L'Après-vivre, Grasset, 1994.
- Laissé pour conte, Grasset, 1999.
- Un homme de passage, Grasset, 2011.
- Le Monstre, Grasset, 2014.

### Saggi
- Corneille et la dialectique du héros, Gallimard, 1964, 1982.
- Pourquoi la nouvelle critique: critique et objectivité, 1966; trad. di Francesca De Michelis Barnabo, Critica e oggettività, Marsilio, Venezia, 1967.
- La Place de la madeleine: écriture et fantasme chez Proust, Mercure de France, 1974.
- Parcours critique, Galilée, 1980.
- Autobiographiques. De Corneille à Sartre, PUF, 1988.
- Parcours critique 2, ELLUG, 2006.

### Opere in collaborazione
- L'Enseignement de la littérature, con Tzvetan Todorov, Plon, 1971.
- Eugène Ionesco, Comédie-Française, 1966.
- Les Chemins actuels de la critique, Union générale d'éditions, 1968.
- Proust et le texte producteur, Université de Guelph, 1980.
- Etudes proustiennes VI, Cahiers Marcel Proust, 1995.